# Kuhasaari (ö i Södra Savolax, Nyslott, lat 61,95, long 28,96)
Kuhasaari är en ö i Finland. Den ligger i sjön Kuhajärvi och i kommunen Nyslott i  landskapet Södra Savolax, i den sydöstra delen av landet, 290 km nordost om huvudstaden Helsingfors. Öns area är 10,8 hektar och dess största längd är 0,7 kilometer i öst-västlig riktning.